# 斜绿天蛾
斜绿天蛾（学名：Pergesa acteus）也称綠背斜紋天蛾、黃腹斜紋天蛾，是天蛾科斜绿天蛾属的一种，成虫翅长35～40毫米，前翅黄褐色，自顶角至后缘基部有绿色斜宽带，中室端有黑点；后翅棕褐色，中部有橙黄色横带。胸部及腹部背线灰色，身体腹面橙黄色。以天南星科、葡萄、海芋、芋属、魔芋属、秋海棠、鸭跖草属等植物为寄主。分布于中国南方以及印度、斯里兰卡、越南、缅甸、印度尼西亚等地。

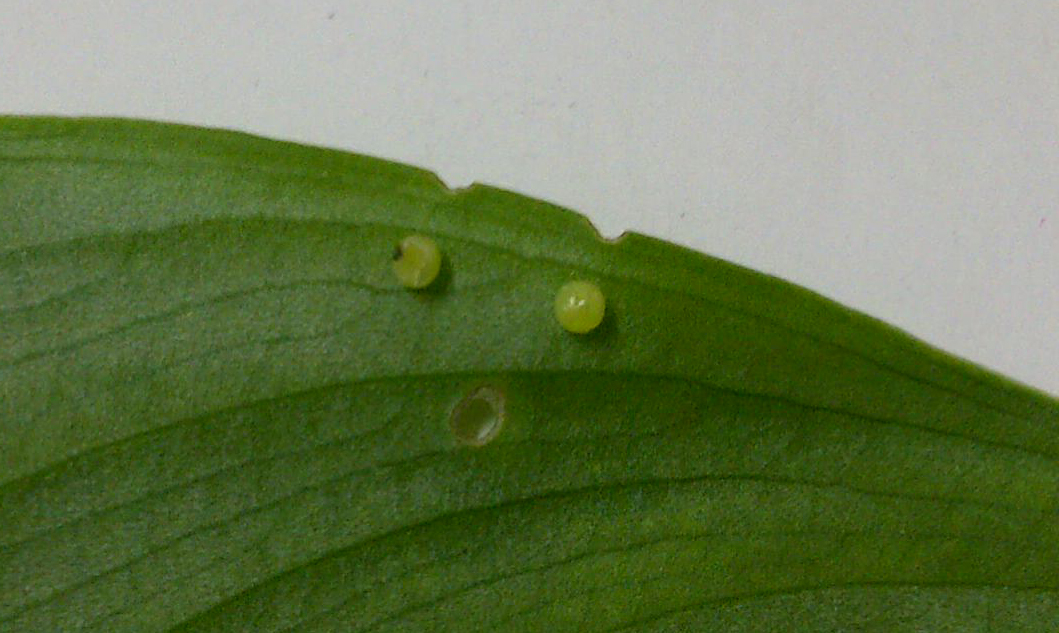
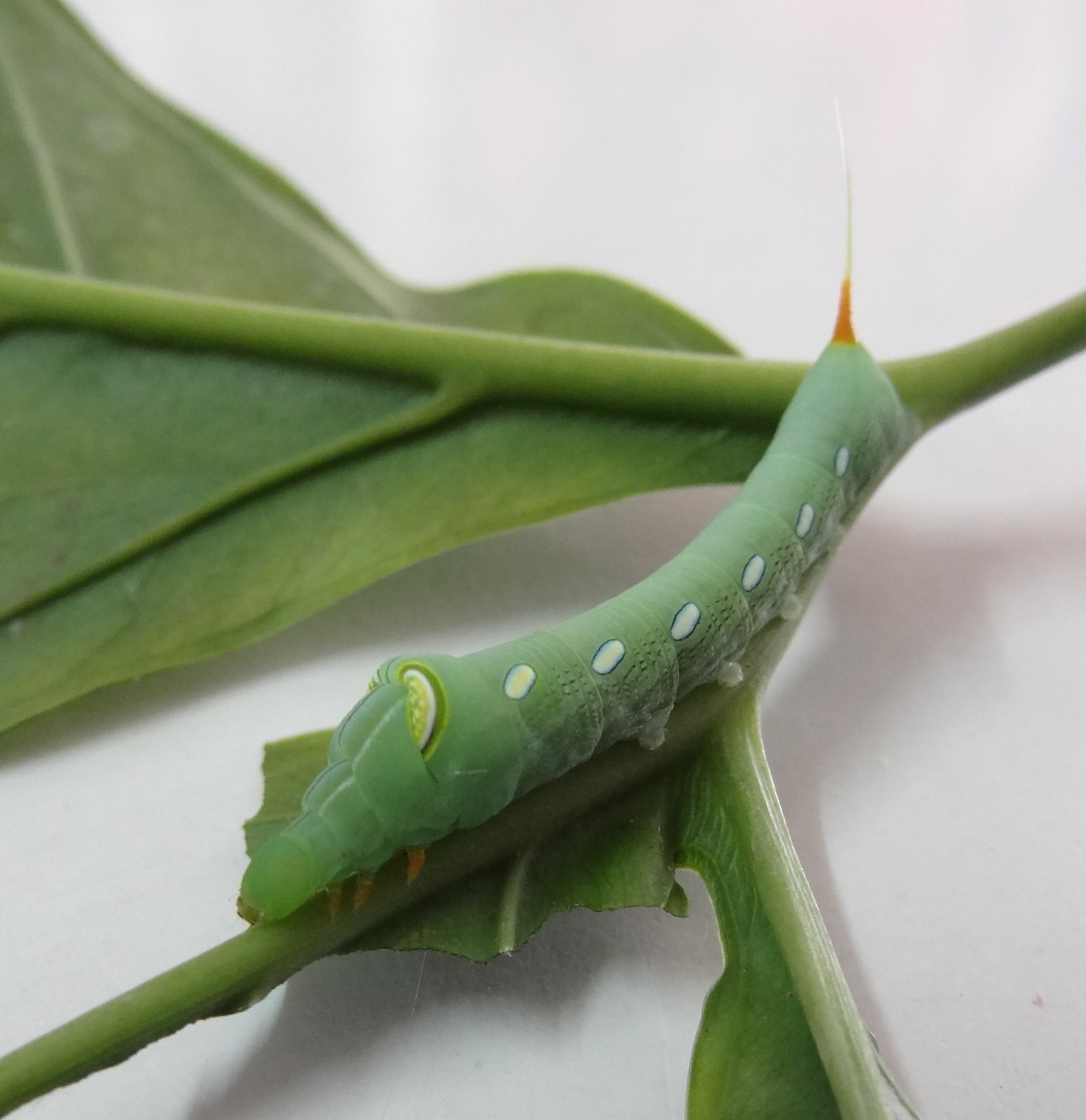
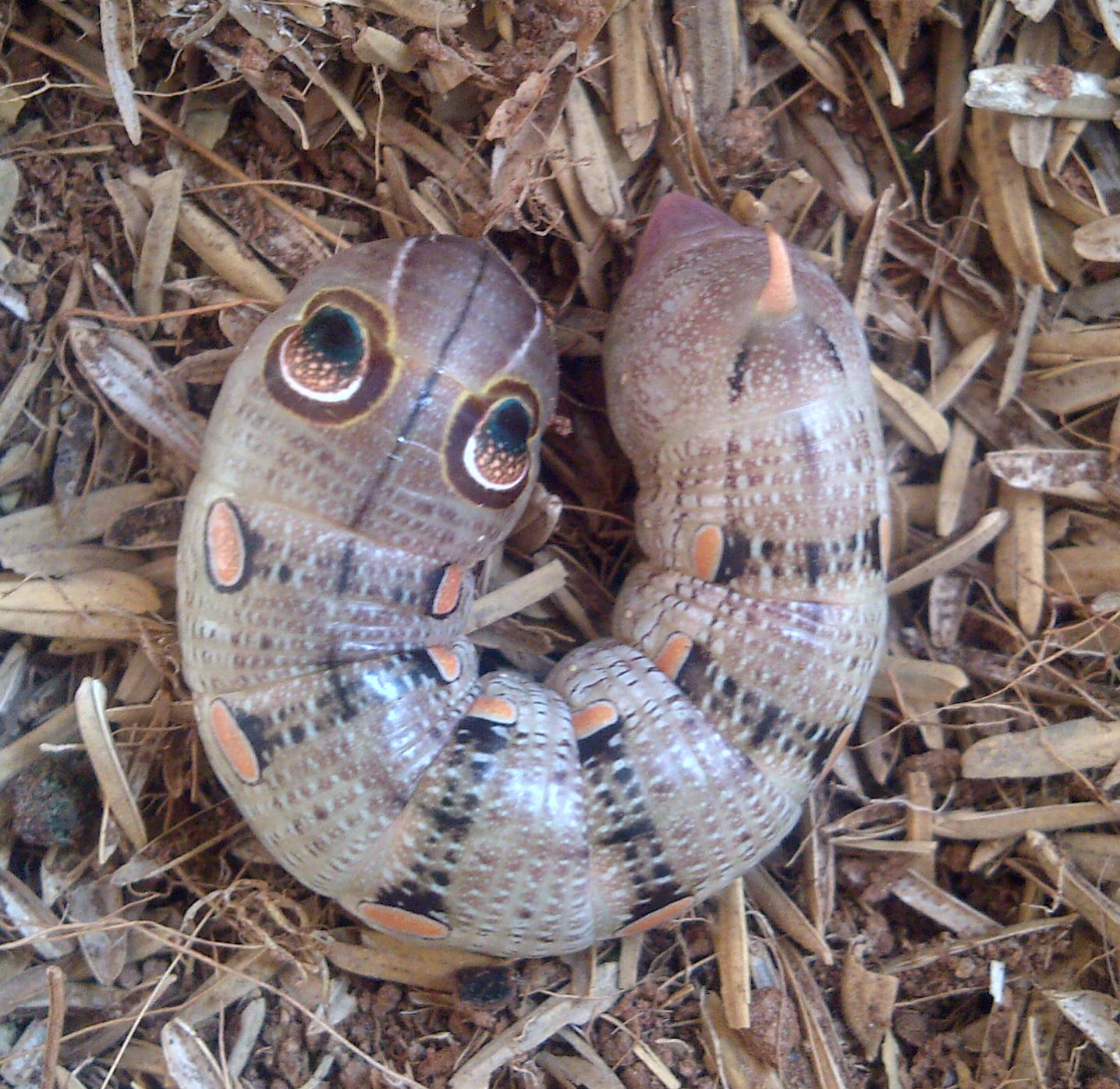
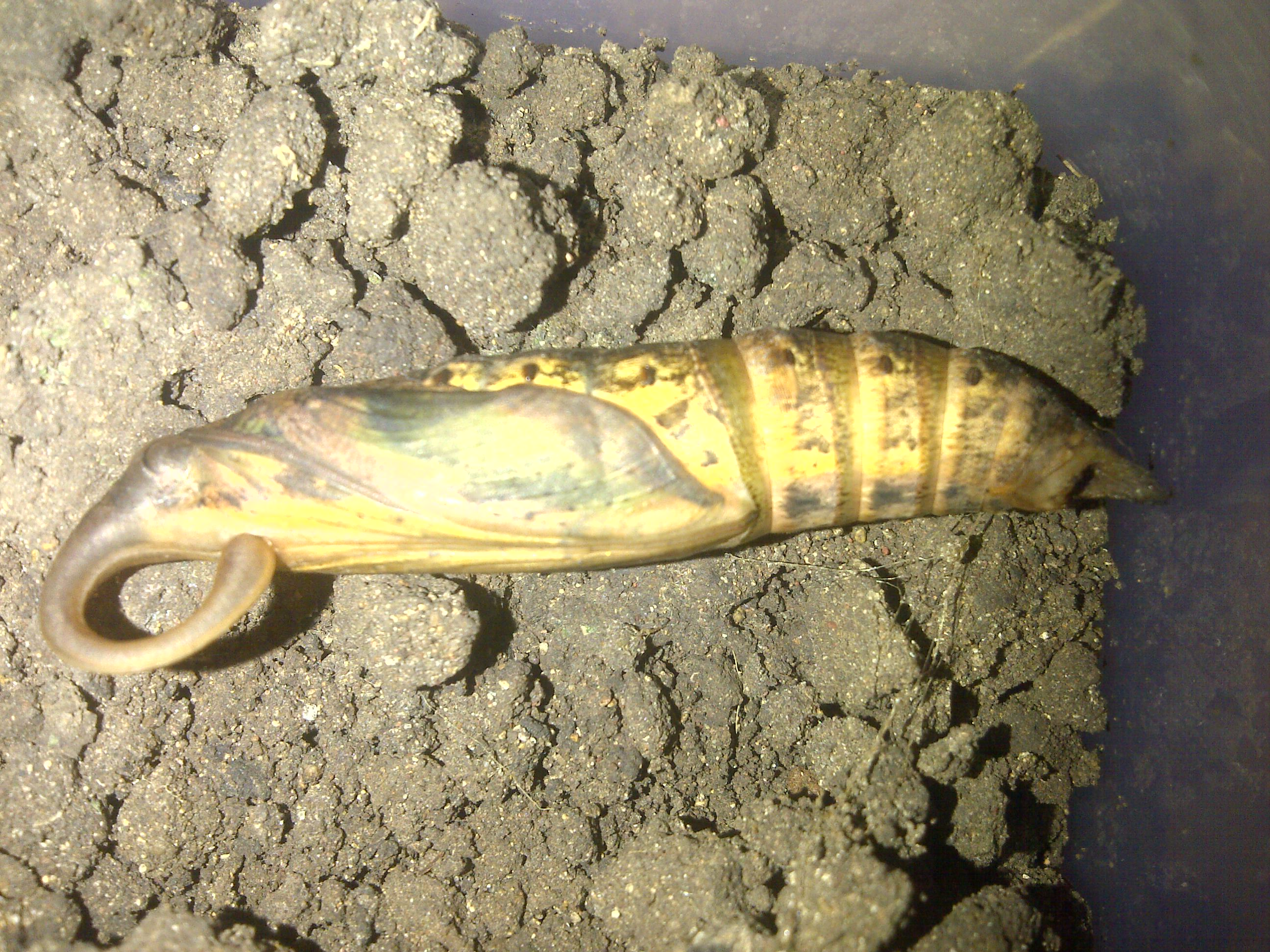
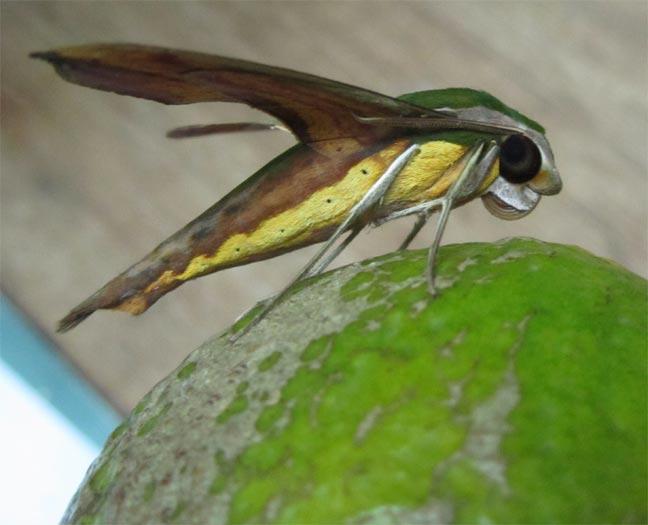

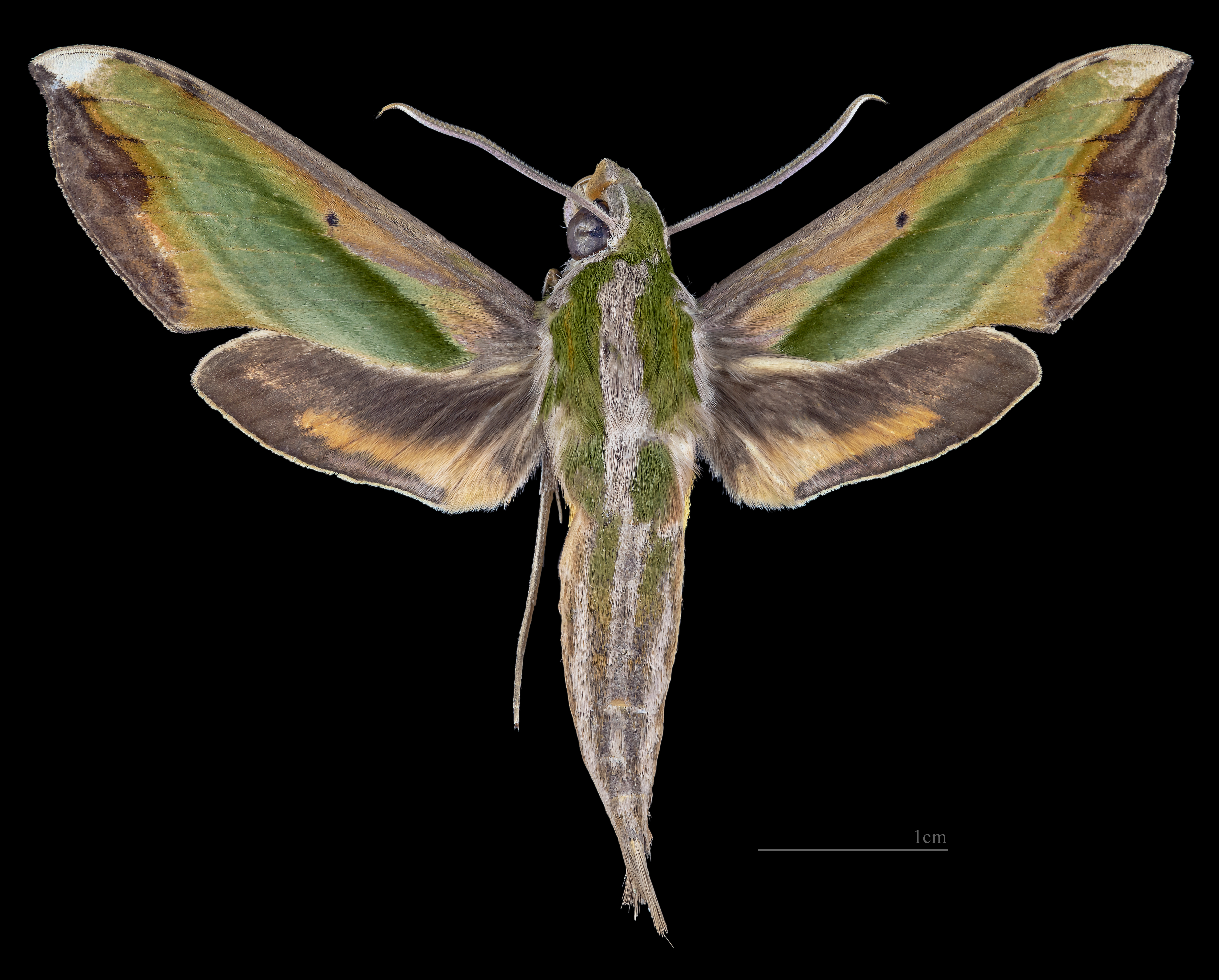
Pergesa acteus ♂
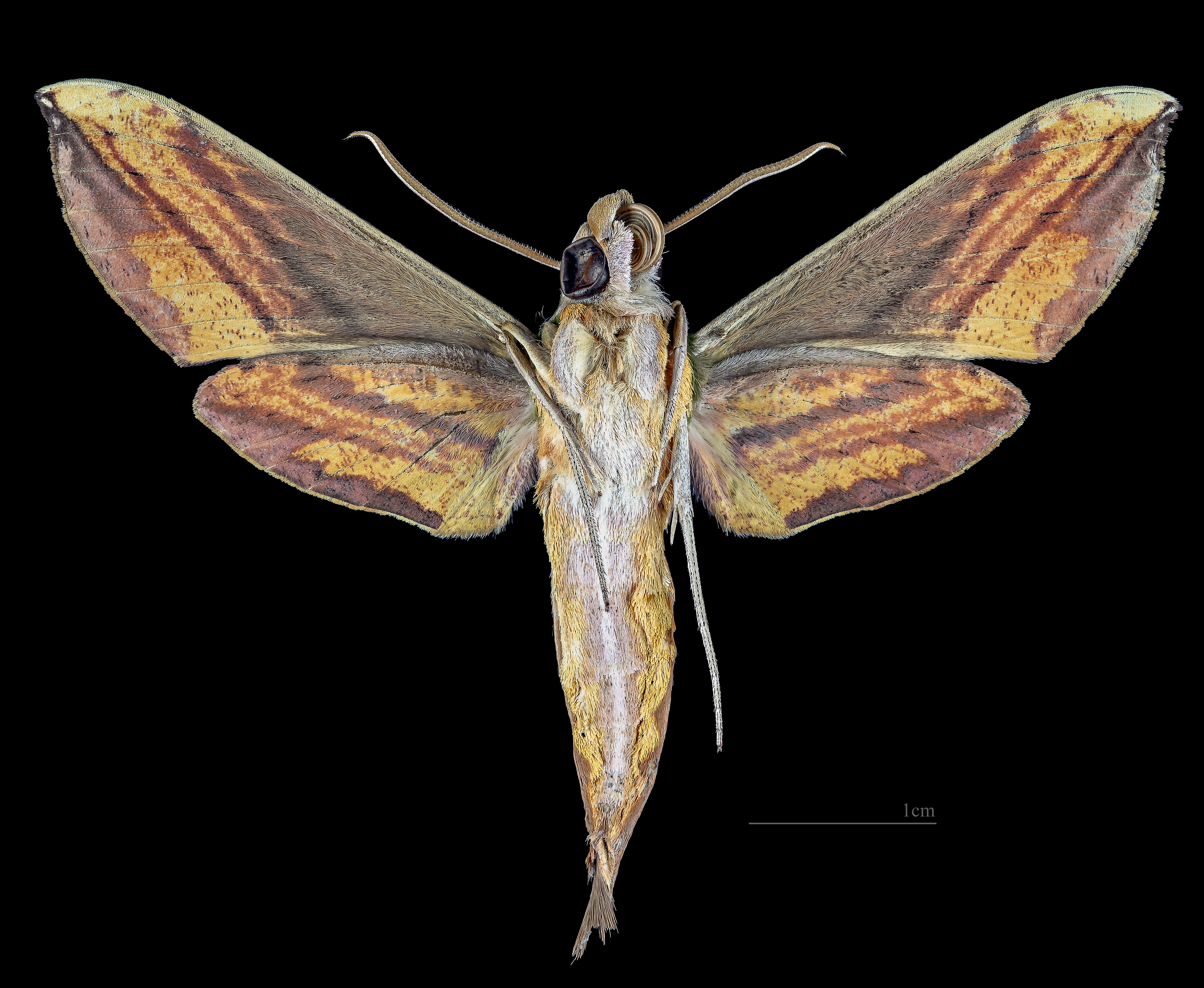
Pergesa acteus ♂   △
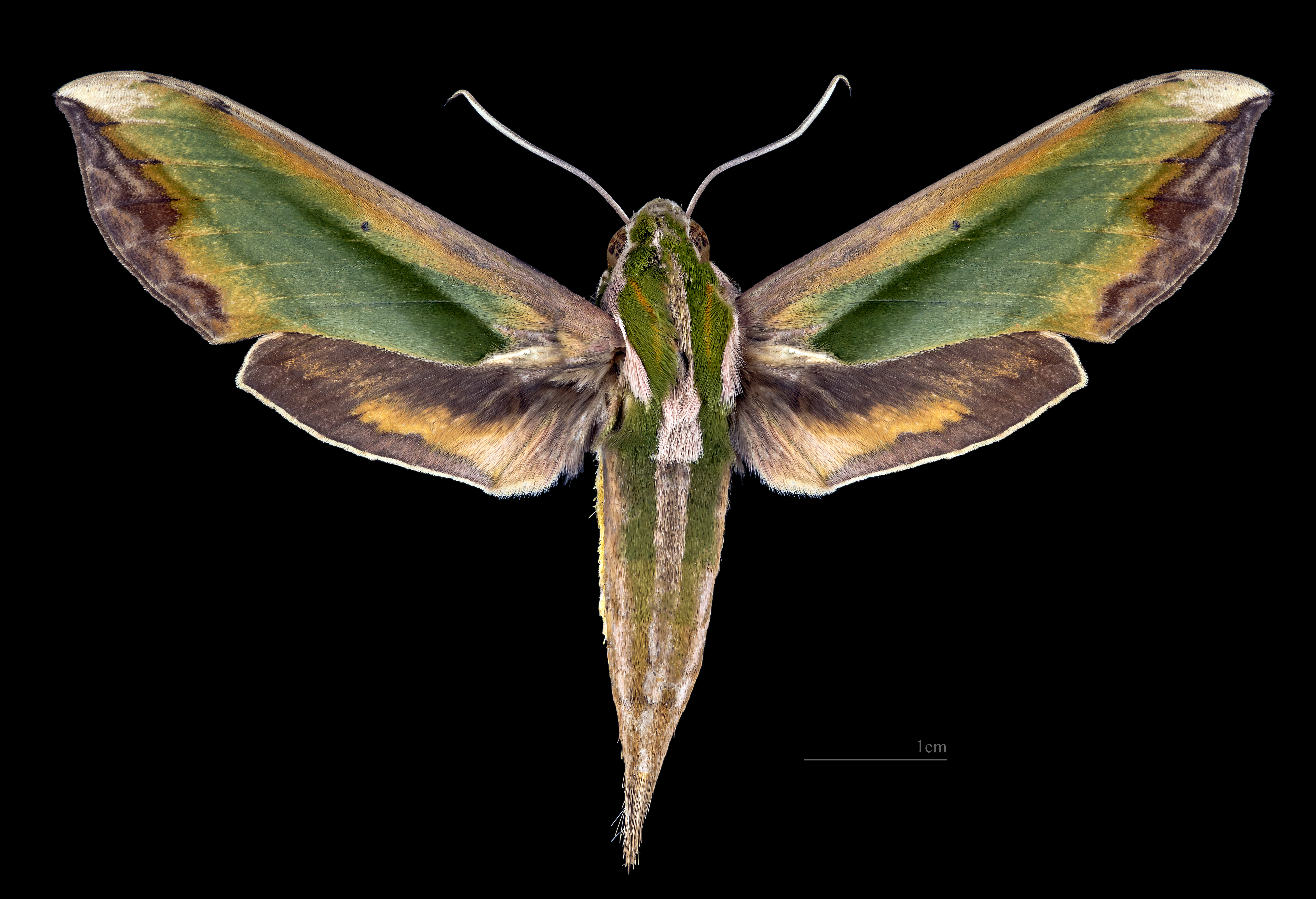
Pergesa acteus ♀
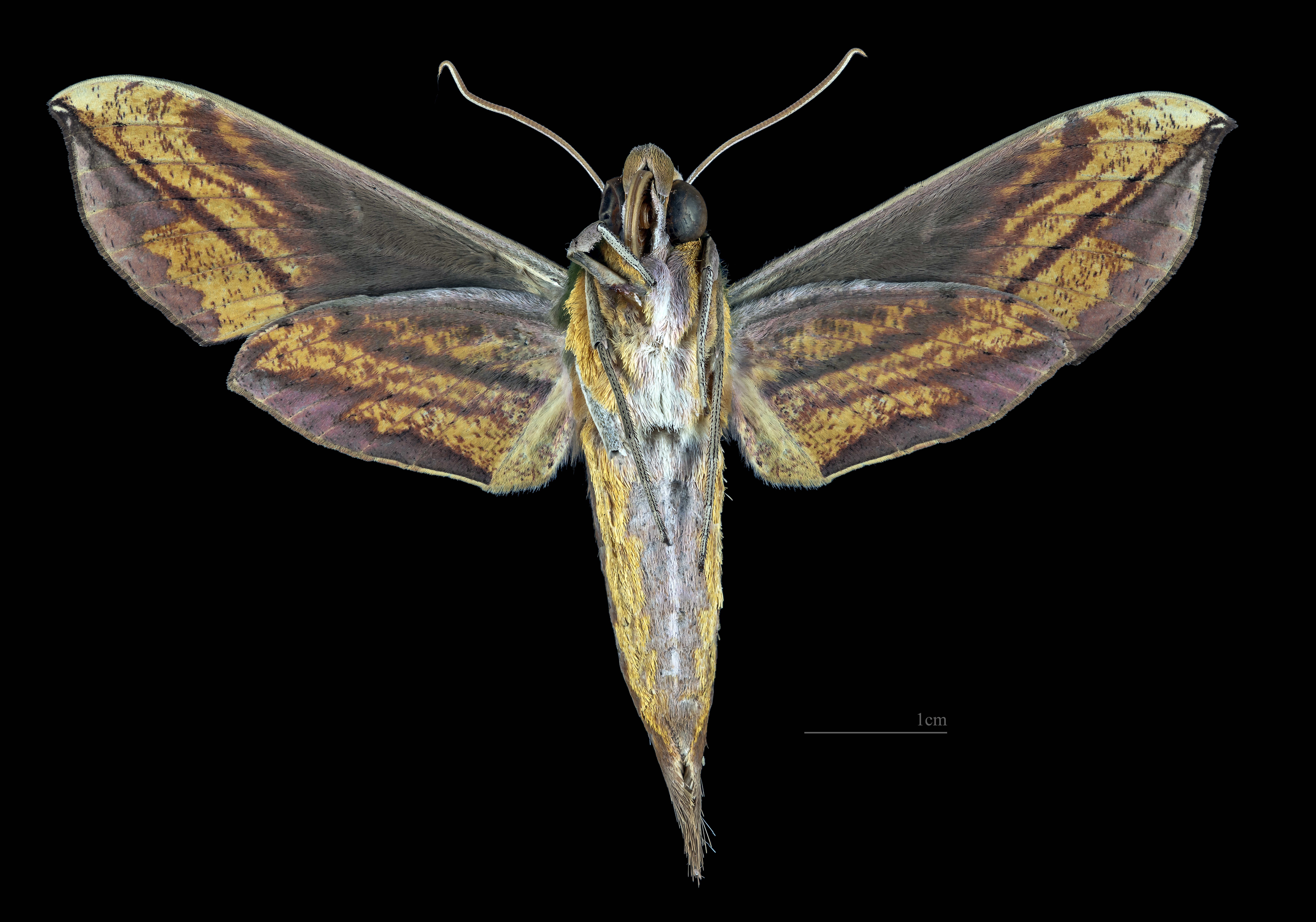
Pergesa acteus ♀ △